# Janusz Marcinkiewicz
Janusz Marcinkiewicz (ur. 21 października 1951 w Krakowie) – polski immunolog i mikrobiolog, profesor nauk medycznych, kierownik Katedry Immunologii Wydziału Lekarskiego Collegium Medicum Uniwersytetu Jagiellońskiego, prodziekan Wydziału Lekarskiego UJ CM ds. Stopni i Tytułów Naukowych.

## Życiorys
Urodził się w Krakowie jako syn Janiny Kowickiej (1916–1976) i Tadeusza Marcinkiewicza (1903–1981). Jego ojciec był członkiem grupy taterników (tzw. „Pokutnicy”), znanych z pierwszych wejść w Tatrach w latach trzydziestych XX wieku. Żona, Ewa z domu Kręcioch – doktor nauk medycznych, emerytowana pracownica naukowo-dydaktyczna Katedry Farmakologii UJ CM Kraków, współpracowniczka Ryszarda Gryglewskiego.
Absolwent II Liceum Ogólnokształcącego im. Króla Jana III Sobieskiego w Krakowie. W roku 1975 uzyskał dyplom lekarza medycyny z wyróżnieniem na Wydziale Lekarskim Akademii Medycznej w Krakowie. W 1980 obronił z wyróżnieniem pracę doktorską Supresja fazy wykonawczej nadwrażliwości kontaktowej na chlorek pikrylu przez makrofagi. Mechanizm uwalniania i charakterystyka supresyjnego czynnika makrofagowego, której promotorem był Włodzimierz Ptak. W 1990 uzyskał stopień doktora habilitowanego, a w roku 1997 otrzymał tytuł naukowy profesora. W 2004 został profesorem zwyczajnym Uniwersytetu Jagiellońskiego.
Od 1975 pracownik naukowo-dydaktyczny Zakładu Immunologii Instytutu Mikrobiologii Wydziału Lekarskiego Akademii Medycznej w Krakowie, obecnie Katedry Immunologii Collegium Medicum UJ Kraków. Do 1997 roku współpracownik Włodzimierza Ptaka. Od 1997 kieruje Katedrą Immunologii UJ CM; 2011–2016 pełnomocnik Rektora UJ ds. Weterynarii; od 2016 prodziekan Wydziału Lekarskiego UJ CM ds. Stopni i Tytułów Naukowych; Prezes Polskiego Towarzystwa Immunologii Doświadczalnej i Klinicznej w latach 2008–2014.
W latach 1980–1981 odbył staż naukowy w Deutsches Krebsforshungszentrum, Heidelberg; 1988–1999 (2–3 miesiące w roku) prowadził badania naukowe jako stypendysta The Wellcome Trust Foundation w Department of Immunology University College London. Współpraca z prof. Beniaminem Chainem – synem Ernsta Chaina (laureata nagrody Nobla za odkrycie penicyliny) i profesorem N.A. Mitchisonem, czołowymi immunologami brytyjskimi. Od 1999 roku współpracował z Department of Microbiology Innsbruck University w prowadzeniu badań nad przeciwzapalnymi i przeciwbakteryjnymi właściwościami pochodnych tauryny.
Autor i współautor ok. 200 artykułów naukowych i popularno-naukowych (w tym 152 na liście Web of Science); jego prace dotyczące funkcji komórek fagocytarnych w odporności były cytowane ponad 2700 razy (zob. Web of Science); publikował w czołowych naukowych czasopismach o zasięgu międzynarodowym, m.in. w Journal of Immunology, European J Immunolology, Immunology Today.
Jako jeden z pierwszych na świecie opublikował hipotezę dotyczącą roli neutrofilów w indukcji antygenowo-swoistej odporności humoralnej. W 1991 odkrył i opisał, że antygeny białkowe zmienione oksydacyjnie przez neutrofile silniej stymulują układ immunologiczny do produkcji przeciwciał. W latach 1990–1995 prowadził pionierskie badania nad rolą tlenku azotu w układzie immunologicznym. Jest współodkrywcą przeciwzapalnych właściwości pochodnych tauryny (głównego wolnego aminokwasu cytozolu neutrofili) i współautorem opisania roli tauryny w regulacji odczynu zapalnego. W ostatnich latach badał i opisał wpływ biofilmu bakteryjnego w aktywacji autoagresywnych komórek odczynu zapalnego (zaproponował termin – biofilm-associated neutrophils).

## Nagrody
- Złoty Medal „Za długoletnią służbę”[potrzebny przypis],
- Zespołowa Nagroda Ministra I stopnia „Za wybitne osiągnięcia naukowe”[potrzebny przypis].

## Wybrane publikacje
- Enhancement of immunogenic properties of ovalbumin as a result of its chlorination. Marcinkiewicz J, Chain BM, Olszowska E, Olszowski S, Zgliczyński JM. Int J Biochem. 1991;23(12):1393-5.
- Nitric oxide up-regulates the release of inflammatory mediators by mouse macrophages. Marcinkiewicz J, Grabowska A, Chain B. Eur J Immunol. 1995 Apr;25(4):947-51.
- Taurine chloramine, a product of activated neutrophils, inhibits in vitro the generation of nitric oxide and other macrophage inflammatory mediators. Marcinkiewicz J, Grabowska A, Bereta J, Stelmaszynska T. J Leukoc Biol. 1995 Dec;58(6):667-74.
- Neutrophil chloramines: missing links between innate and acquired immunity. Marcinkiewicz J. Immunol Today. 1997 Dec;18(12):577-80.
- Taurine chloramine and taurine bromamine induce heme oxygenase-1 in resting and LPS-stimulated J774.2 macrophages. Olszanecki R, Marcinkiewicz J. Amino Acids. 2004 Aug;27(1):29-35.
- Topical taurine bromamine, a new candidate in the treatment of moderate inflammatory acne vulgaris: a pilot study. Marcinkiewicz J, Wojas-Pelc A, Walczewska M, Lipko-Godlewska S, Jachowicz R, Maciejewska A, Białecka A, Kasprowicz A. Eur J Dermatol. 2008 Jul-Aug;18(4):433-9. doi: 10.1684/ejd.2008.0460.
- Staphylococcus epidermidis and biofilm-associated neutrophils in chronic rhinosinusitis. A pilot study. Marcinkiewicz J, Stręk P, Strus M, Głowacki R, Ciszek-Lenda M, Zagórska-Świeży K, Gawda A, Tomusiak A. Int J Exp Pathol. 2015 Dec;96(6):378-86. doi: 10.1111/iep.12156.